# Torma Imre
Torma Imre (Makó, 1893. december 3. – Makó, 1954. január 4.) magyar festőművész.

## Élete
Makó Honvéd városrészében született Torma Imre és Gyüge Erzsébet fiaként. Paraszti származású volt, apja kisparasztként, napszámosként kereste kenyerét. Tehetségére már az elemi iskolában felfigyeltek. 1907-ben szobafestő-tanuló lett, majd 1910-től segéd. Egy évet dolgozott Aradon, 1911-től egy fővárosi díszítő-festő vállalat alkalmazásában állt.
1914 őszén bevonult katonának, az orosz és az olasz fronton teljesített szolgálatot. Megsebesült, vérhastól szenvedett, hallása is megromlott. Egészségi állapota miatt leszerelték.
1920-ban felvételt nyert a budapesti Iparművészeti Főiskolába, festő szakon tanult. Mestere Simay Imre volt; tanulmányait 1924-be fejezte be. Nappal a rákospalotai Grünfeld üveggyárban dolgozott, éjjel tanult. A főiskola igazgatója, Gróh István tanársegédi állást ajánlott föl számára, de azt a csekély javadalmazás miatt nem fogadhatta el.
1924-ben a monzai Ifjúsági Világtalálkozón, 1937-ben egy nápolyi kiállításon részesült elismerésben. 1926-ban visszatért szülővárosába, Makóra, Bálvány utcai házban műtermet alakított ki.
Korai festményei főként a Maros-part fűzfáit ábrázolják, de szívesen festett paraszti zsánerjeleneteket és virágcsendéleteket is. Később a szimbolikus ábrázolás felé fordult. 1945 után többnyire munkásokat és a termelő munkát ábrázoló képeket festett. Alkotásainak jó részét olajfestékkel, vászonra festette; nagyszámú képei közt csak két akvarell található.
Halálát hűdéses elmezavar okozta. Felesége Kiss Erzsébet Mária volt, akivel 1944-ben kötött házasságot Makón.

## Kiállításai

### Csoportos kiállítások (válogatás)
- 1947: Ecsődi Ákos, Loós János, Torma Imre festményei és Nagy Gyula szobrai, Iparostanonc-iskola, Makó
- 1972: Makó a festészetben, Pénzügyi palota, Makó

### Egyéni kiállításai (válogatás)
- 1930: Makó
- 1935: Kass-szálló, Szeged
- 1936: Vármegyeháza, Makó
- 1958: József Attila Múzeum, Makó (emlékkiállítás)
- 1958: Móra Ferenc Múzeum, Szeged (emlékkiállítás)
- 1958: Tornyai János Múzeum, Hódmezővásárhely (emlékkiállítás)
- 1983: József Attila Múzeum, Makó (gyűjteményes kiállítás)
- 1993:  József Attila Múzeum, Makó (centenáriumi emlékkiállítás)

## Ismertebb munkái
- Ásóra támaszkodó paraszt
- Asztalosok
- Dáliák (1939)
- Háború
- Kubikusok
- Makói piac a Duna-parton
- Marosi strandút
- Maros-part (1931)
- Olvasó nő
- Önarckép
- Öreg paraszt
- Őszirózsák
- Rózsák
- Szántás
- Virágcsendélet
- Virágcsendélet kosárban
- Horthy Miklós (László Fülöp képének másolata, 1939)
- A makói görögkatolikus templom freskói (1928)
- A hegyfalui Gerliczy-kastély freskóinak restaurálása (1929)
- A battonyai görögkeleti templom seccói (1938)
- A budapesti egyetemi templom falképeinek restaurálása (1928)
- A rákospalotai templom oltárképének megfestése, falképeinek restaurálása (1928)

## Emlékezete
- Szülővárosában, Makón utcát neveztek el róla.

## Külső hivatkozások
- Torma Imre életrajza a Kieselbach Galéria és Aukciósház honlapján